# Nikolaos Boudouris
Nikolaos Boudouris (griechisch Νικόλαος Μπουντούρης, * 25. September 1971 in Volos, Griechenland) ist ein ehemaliger griechischer Basketballspieler.

## Leben
Nikolaos Boudouris, der auf der Position des Shooting Guard spielt, begann seine Profikarriere 1989 bei PAOK Thessaloniki. Bei PAOK gehörte Boudouris in den folgenden Jahren zu den Führungsspielern und gewann neben einer Griechischen Meisterschaft und einem Pokal auch den Europapokal der Pokalsieger sowie den Korać-Cup. 1999, nach 274 Erstligaspielen, wechselte Boudouris zu Panathinaikos Athen, wo er für zwei Jahre blieb und neben zwei Meisterschaften sogar den Europapokal der Landesmeister gewinnen konnte. Boudouris wurde damit der erste Grieche der alle drei europäischen Basketballwettbewerbe gewinnen konnte. 2000 wechselte er zum Ligakonkurrenten Olympiakos Piräus, wo er 2002 ein weiteres Mal den Pokal gewinnen konnte. Nach einem einjährigen Aufenthalt in Kozani bei Makedonikos wechselte er 2004 zu Marousi Athen, wo er bis 2006 blieb, ehe er einen Vertrag bei Olympiada Patron unterzeichnete. Mit 574 Erstligaeinsätzen ist Nikolaos Boudouris Rekordhalter der griechischen A1-Liga.
Für die griechische Nationalmannschaft absolvierte Boudouris zwischen 1991 und 2000 insgesamt 102 Länderspiele, in denen er 450 Punkte erzielen konnte.
Im Februar 2009 übernahm Boudouris bei Olympiakos die Rolle des Team-Managers.

## Erfolge
- Griechischer Meister: 1992, 1999, 2000
- Griechischer Pokalsieger: 1995, 2002
- Europapokal der Pokalsieger: 1991
- Korać-Cup: 1994
- Europapokal der Landesmeister: 2000
- U-16 Vize-Europameister: 1991
- U-20 Vize-Europameister: 1992
- Silbermedaille bei den Mittelmeermeisterschaften: 1991

## Auszeichnungen
- Teilnahme an der U-16 Europameisterschaft: 1991
- Teilnahme an der U-20 Europameisterschaft: 1992
- Teilnahme an Europameisterschaften: 1997, 1999
- Teilnahme an Weltmeisterschaften: 1994, 1998

| Personendaten    | Personendaten                  |
| ---------------- | ------------------------------ |
| NAME             | Boudouris, Nikolaos            |
| KURZBESCHREIBUNG | griechischer Basketballspieler |
| GEBURTSDATUM     | 25. September 1971             |
| GEBURTSORT       | Volos, Griechenland            |